# Farrodes texanus
Farrodes texanus is een haft uit de familie Leptophlebiidae. De wetenschappelijke naam van de soort is voor het eerst geldig gepubliceerd in 1987 door Davis.
De soort komt voor in het Nearctisch gebied en het Neotropisch gebied.